# Freamunde
Freamunde este un oraș în Paços de Ferreira, Portugalia.